# Assalto à agência 0262 do Banco Itaú Unibanco em São Paulo
O Assalto à agência 0262 do Banco Itaú Unibanco na Avenida Paulista foi um crime ocorrido em São Paulo (SP), Brasil, na noite entre os dias 27 e 28 de agosto de 2011. Na ocasião, uma quadrilha de assaltantes subtraiu da agência uma quantia estimada entre 250 e 500 milhões de reais, o que tornou este crime no maior assalto à banco já realizado na história do Brasil superando inclusive o assalto ao Banco Central do Brasil em Fortaleza (CE), ocorrido em 2005.